# Andrew Ilie
Andrew Ilie (Bucarest, 18 aprile 1976) è un ex tennista australiano.

## Carriera
Ottenne il suo best ranking in singolare il 29 maggio 2000 con la 38ª posizione, mentre nel doppio divenne il 12 giugno 2000, il 296º del ranking ATP.
In carriera, in singolare, vinse due tornel del circuito ATP su un totale di tre finali disputate. Il primo successo avvenne nell'International Tennis Championships che si tenne nel 1998 a Coral Springs negli Stati Uniti; in quell'occasione superò l'italiano Davide Sanguinetti con il punteggio di 7-5, 6-4. Successivamente, nel 2000, vinse il Galleryfurniture.com Tennis Challenge battendo in finale il connazionale Jason Stoltenberg con il risultato di 6-3, 7-5. In due occasioni raggiunse il quarto turno in un torneo del grande slam e in entrambi i casi avvenne nell'Australian Open. Vinse, inoltre, cinque tornei del circuito ATP Challenger Series e un torneo dell'ITF Men's Circuit.
In un'unica occasione venne convocato nella squadra australiana di Coppa Davis nel 2002 contro l'Argentina ma venne sconfitto nei due singolari disputati.

## Statistiche

### Tornei ATP

#### Singolare

##### Vittorie (2)
| Legenda singolare                    |
| Grande Slam (0)                      |
| ATP World Tour Finals (0)            |
| ATP Super 9 / ATP Masters Series (0) |
| ATP International Series Gold (0)    |
| ATP International Series (2)         |

| Numero | Data           | Torneo                                            | Superficie  | Avversario in finale | Punteggio |
| 1.     | 4 maggio 1998  | International Tennis Championships, Coral Springs | Terra rossa | Davide Sanguinetti   | 7-5, 6-4  |
| 2.     | 10 aprile 2000 | Galleryfurniture.com Tennis Challenge, Atlanta    | Terra rossa | Jason Stoltenberg    | 6-3, 7-5  |

##### Sconfitte in finale (1)
| Legenda singolare                    |
| Grande Slam (0)                      |
| ATP World Tour Finals (0)            |
| ATP Super 9 / ATP Masters Series (0) |
| ATP International Series Gold (0)    |
| ATP International Series (1)         |

| Numero | Data           | Torneo                                              | Superficie | Avversario in finale | Punteggio     |
| 1.     | 21 maggio 2000 | Internationaler Raiffeisen Grand Prix, Sankt Pölten | Cemento    | Andrei Pavel         | 5-7, 6-3, 2-6 |

### Tornei minori

#### Singolare

##### Vittorie (6)
| Legenda tornei minori |
| Challenger (5)        |
| Futures (1)           |

| Numero | Data             | Torneo                                                            | Superficie  | Avversario in finale  | Punteggio        |
| 1.     | 17 luglio 1995   | Lillehammer Challenger, Lillehammer                               | Terra rossa | Christian Ruud        | 6-3, 6-2         |
| 2.     | 11 dicembre 1995 | Perth Challenger, Perth                                           | Cemento     | Michael Geserer       | 7-6, 6-4         |
| 3.     | 22 giugno 1998   | Canella Challenger, Biella                                        | Terra rossa | Jean-Baptiste Perlant | 6-7, 6-4, 6-4    |
| 4.     | 6 luglio 1998    | Ostend Challenger, Ostenda                                        | Terra rossa | Martín Rodríguez      | 6-2, 6-2         |
| 5.     | 24 aprile 2000   | Bermuda Open Challenger, Bermuda                                  | Terra verde | Michal Tabara         | 4-6, 6-3, 6-2    |
| 6.     | 17 febbraio 2003 | Cardenas Motors Men's Professional Tennis Tournament, Brownsville | Cemento     | Doug Bohaboy          | 6(4)–7, 6-3, 6-4 |